# Larisa Borushenko-Moro
Larisa Pavlivna Borushenko-Moro (en ucraniano: Лариса Павлівна Борушенко-Моро; Katowice, 18 de junio de 1944) es una pianista ucraniana que reside en Brasil.

## Biografía
Su padre era Pavló Borushenko, originario del pueblo de Bárish.
En 1964 se graduó en Estudios de Biblioteconomía de la Universidad Federal de Paraná y al mismo tiempo en la Escuela de Música y Bellas Artes de Paraná. Mejoró sus habilidades en Estados Unidos y Austria. Estudió en los cursos de A. Estrella, D. A. Lasimon, Guillermo Klein, G. Olimondo.
Desde 1969 es profesora asistente de música en el Conservatorio de Velas Artes. Compitió en São Paulo, Río de Janeiro. También fue solista de la Orquesta Sinfónica de la Universidad Federal de Paraná, orquesta Antiqua de Curitiba.
Ha dado conciertos solista en Brasil (desde 1964), Estados Unidos (desde 1968), Canadá (desde 1987) y Alemania (desde 1993).
Interpreta obras de compositores brasileños (Heitor Villa-Lobos, Edino Krieger), ucranianos (Vasil Barvinski, Mikola Lisenko, Anatoli Kos-Anatolski, Mikola Kolessa), y clásicos como Bach, Chopin, Haydn, Serguéi Prokófiev o Béla Bartók. La interpretación de Borushenko se caracteriza por una presentación sonora, enfáticamente convexa, una acentuación brillante y un sonido optimista.

## Premios
- Concurso Nacional de Piano en Bahía, Brasil (1966).